# Sobolice (Przewóz)
Sobolice (deutsch Zoblitz, sorbisch Sobolkecy) ist ein Dorf in der Landgemeinde Przewóz im Powiat Żarski in Polen. Es liegt zwischen Przewóz (Priebus) und Rothenburg/O.L. an der Lausitzer Neiße gegenüber Lodenau und ist der südlichste Ort der Woiwodschaft Lebus.

## Geographie
Sobolice liegt am Rande eines weitläufigen Waldgebietes, das die Ortschaft östlich und südlich umschließt. Nördlich des Dorfes liegt Sanice (Sänitz), auf der deutschen Neißeseite liegen flussabwärts die Orte Lodenau, Ungunst und Steinbach.

## Geschichte
Erstmals urkundlich erwähnt wurde das Dorf im 14. Jahrhundert. Paul Kühnel nannte Zebulusk (1345) und Czobolesk (1399), jedoch dürfte die frühere Erwähnung dem 35 Kilometer südwestlich liegenden Zoblitz bei Reichenbach/O.L. zuzuordnen sein.
Zoblitz gehörte zur Herrschaft Penzig, als sie um 1400 ihre höchste Besitzausdehnung hatte, ist jedoch nicht den Dörfern im ältesten Herrschaftsteil zuzuordnen. Von den von Penzig wurden die Einkünfte der vier Heidedörfer Langenau, Zentendorf, Tormersdorf und Zoblitz 1490 an die Gebrüder von Nostitz verkauft. Bereits 1491 und 1492 verkaufte Hans von Penzig die Güter und Rechte mehrerer Heidedörfer, darunter Zoblitz, an die Stadt Görlitz.
Während der Hussitenkriege hatte Zoblitz 1427 einen Hauptmann und einen Wagen zu stellen.
Das Rittergut Zoblitz wechselte ab 1530 mehrfach seine Besitzer. Ursula Katharina von Callenberg zu Muskau, Frau von Kurt Reinicke von Callenberg und vor der Ehe Erbin der Herrschaft Muskau, erwarb das Gut im Jahr 1667. Ihr Sohn Kurt Reinicke II. Reichsgraf von Callenberg, seit 1672 Herr auf Muskau, verkaufte das Gut bereits 1678.
Nachdem Sachsen in den Napoleonischen Kriegen an der Seite der Napoleonische Armee kämpfte, musste es im Wiener Frieden von 1815 den nordöstlichen Teil der Oberlausitz an Preußen abtreten. In der Folge wurde Zoblitz dem Landkreis Rothenburg zugeordnet.
Wie im benachbarten Lodenau wurde auch in Zoblitz im 19. Jahrhundert eine Papierfabrik erbaut, die 1906 umgebaut und erweitert wurde. Über die Neißebrücke nach Lodenau hatte Zoblitz einen nahegelegenen Anschluss zur Bahnstrecke der Kleinbahn Horka–Rothenburg–Priebus.
Zoblitz hatte eine relativ konstante Einwohnerzahl von 230 Einwohnern, als es am 1. April 1938 mit Lodenau zu Zoblitz-Lodenau zusammengeschlossen wurde. Nachdem am Ende des Zweiten Weltkriegs und der Westverschiebung Polens 1945 die Oder-Neiße-Linie die neue Grenze zwischen Deutschland und Polen darstellte, kam Zoblitz unter dem Namen Sobolice unter polnische Verwaltung.

### Ortsname
Paul Kühnel (1892) führte als Bedeutung für die obersorbische Namensform „die Nachkommen des Sobolk, das heißt des kleinen Zobel“ an. Die ursprüngliche Form dürfte nach ihm auf das altslawische Wort sobolĭ, tschechisch sobol und polnisch sobol, obersorbisch soboł Zobel zurückzuführen sein.